# Niedenzuella
A Niedenzuella a Malpighiales rendjébe és a malpighicserjefélék (Malpighiaceae) családjába tartozó nemzetség.

## Rendszerezés
A nemzetségbe az alábbi 16 faj tartozik:
- Niedenzuella acutifolia (Cav.) W.R.Anderson
- Niedenzuella caracasana W.R.Anderson
- Niedenzuella castanea (Cuatrec.) W.R.Anderson
- Niedenzuella glabra (Spreng.) W.R. Anderson
- Niedenzuella leucosepala (Griseb.) W.R. Anderson
- Niedenzuella lucida (A. Juss.) W.R. Anderson
- Niedenzuella mater-dei (Cuatrec.) W.R. Anderson
- Niedenzuella metensis (Cuatrec.) W.R. Anderson
- Niedenzuella mogoriifolia (A. Juss.) W.R. Anderson
- Niedenzuella multiglandulosa (A. Juss.) W.R. Anderson
- Niedenzuella peruviana (Nied.) W.R. Anderson
- Niedenzuella poeppigiana (A.Juss.) W.R.Anderson
- Niedenzuella sericea (A. Juss.) W.R. Anderson
- Niedenzuella stannea (Griseb.) W.R.Anderson
- Niedenzuella suaveolens (A. Juss.) W.R. Anderson
- Niedenzuella warmingiana (Griseb.) W.R. Anderson